# Palma del Río
Palma del Río è un comune spagnolo di 19 072 abitanti situato nella comunità autonoma dell'Andalusia.

## Geografia fisica
Palma del Río è situata sul Guadalquivir, presso la confluenza del fiume Genil.